# Museo de la Revolución Salvadoreña
El Museo de la Revolución Salvadoreña es un museo de historia y guerra en Perquín, El Salvador que conmemora los antecedentes y acontecimientos de la guerra civil salvadoreña, que ocurrió desde 1980 hasta 1992. La entrada al museo es gratuita al público.
La zona donde está ubicado actualmente el museo estuvo bajo el control de la Frente Farabundo Martí para la Liberación Nacional (FMLN) durante la guerra. El museo es gestionado por antiguos miembros de la FMLN.

## Colección
El museo incluye una exposición en homenaje a Radio Venceremos, la radioemisora de la FMLN, así como las armas que utilizaron durante los años de guerra. Incluye también un helicóptero usado por el coronel Domingo Monterrosa Barrios, dirigente del batallón Atlácatl.
En el exterior del edificio hay una exposición que muestra el cráter creado por una bomba de 230 kilos hecha en los Estados Unidos, al igual que una muestra de la misma bomba desarmada.

## Galería

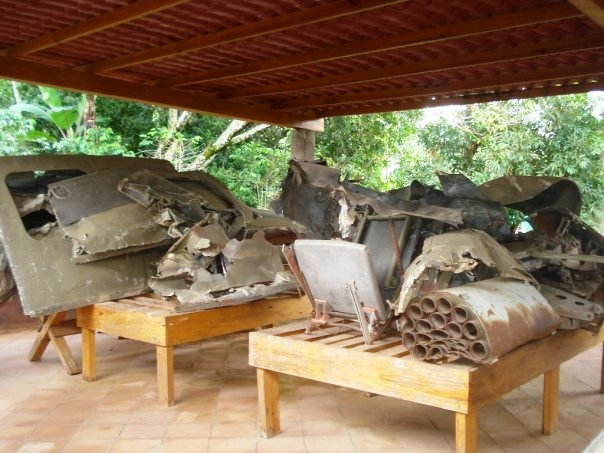
Restos de un helicóptero expuesto en el museo.
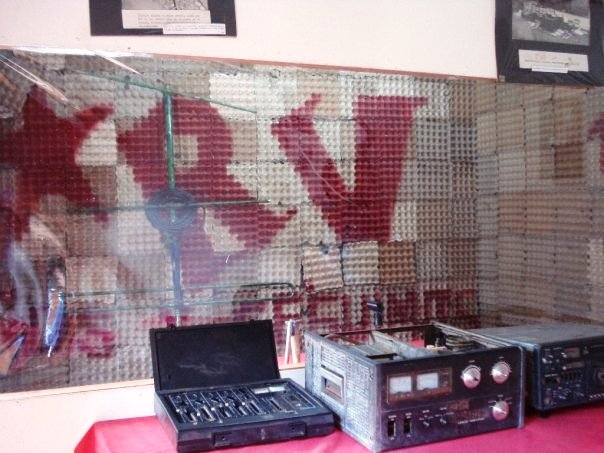
Aparatos de la radioemisora de la FMLN, Radio Venceremos.